# Fragaria vesca
Fragaria vesca, tên thông dụng là dâu tây dại, dâu tây rừng, dâu tây Anpơ hay dâu tây châu Âu, là loài thực vật có hoa trong họ Hoa hồng. Loài này được L. mô tả khoa học đầu tiên năm 1753. Loài này còn có tên gọi là Phúc bồn tử (覆盆子) theo cuốn từ điển song ngữ Việt-Latinh Nam Việt Dương Hiệp Tự vị; tuy nhiên cái tên này có thể đề cập đến một số loài thực vật khác, nhất là những loài thuộc Chi Mâm xôi, xin xem thêm trang định hướng.

## Hình ảnh

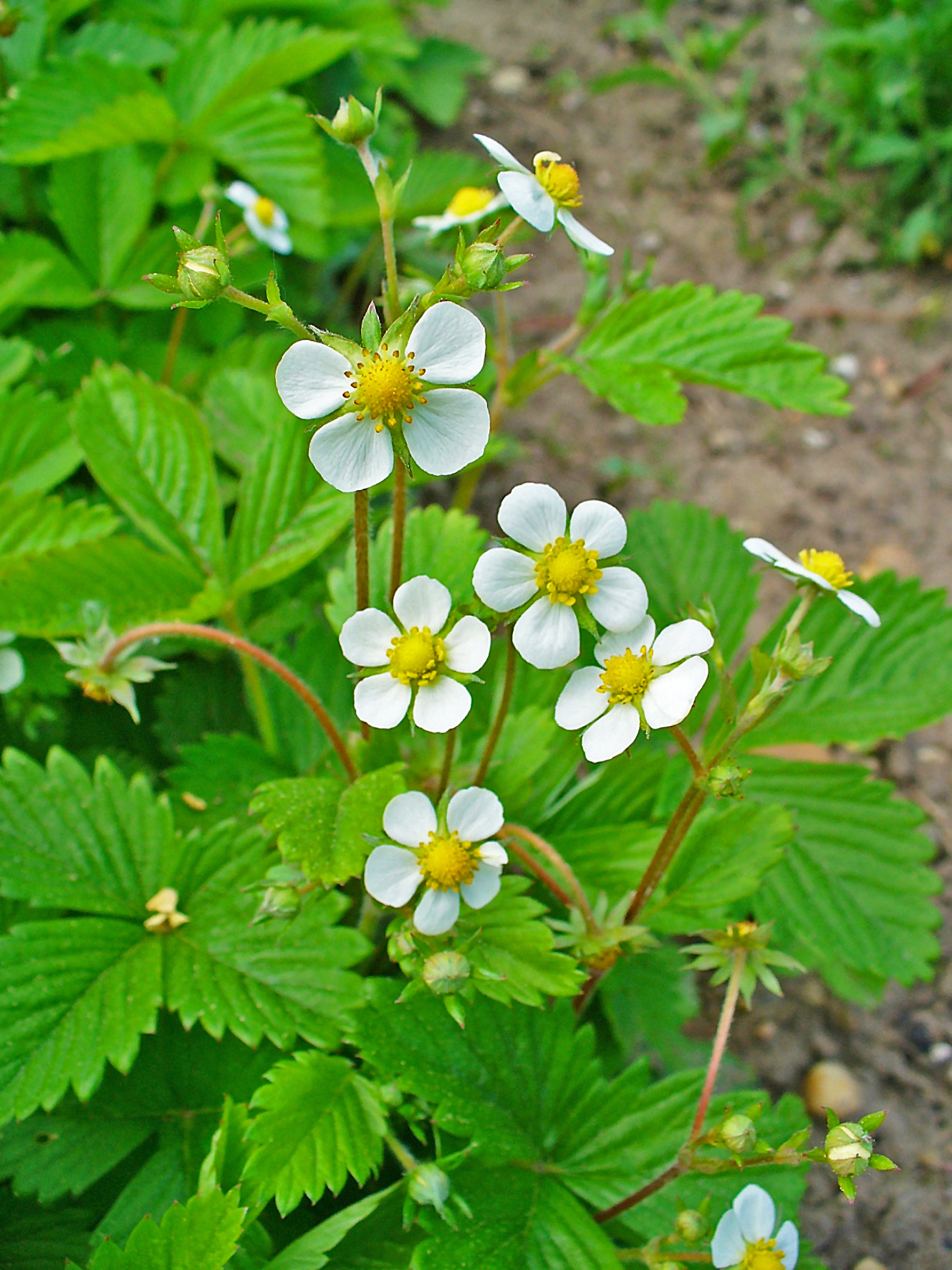
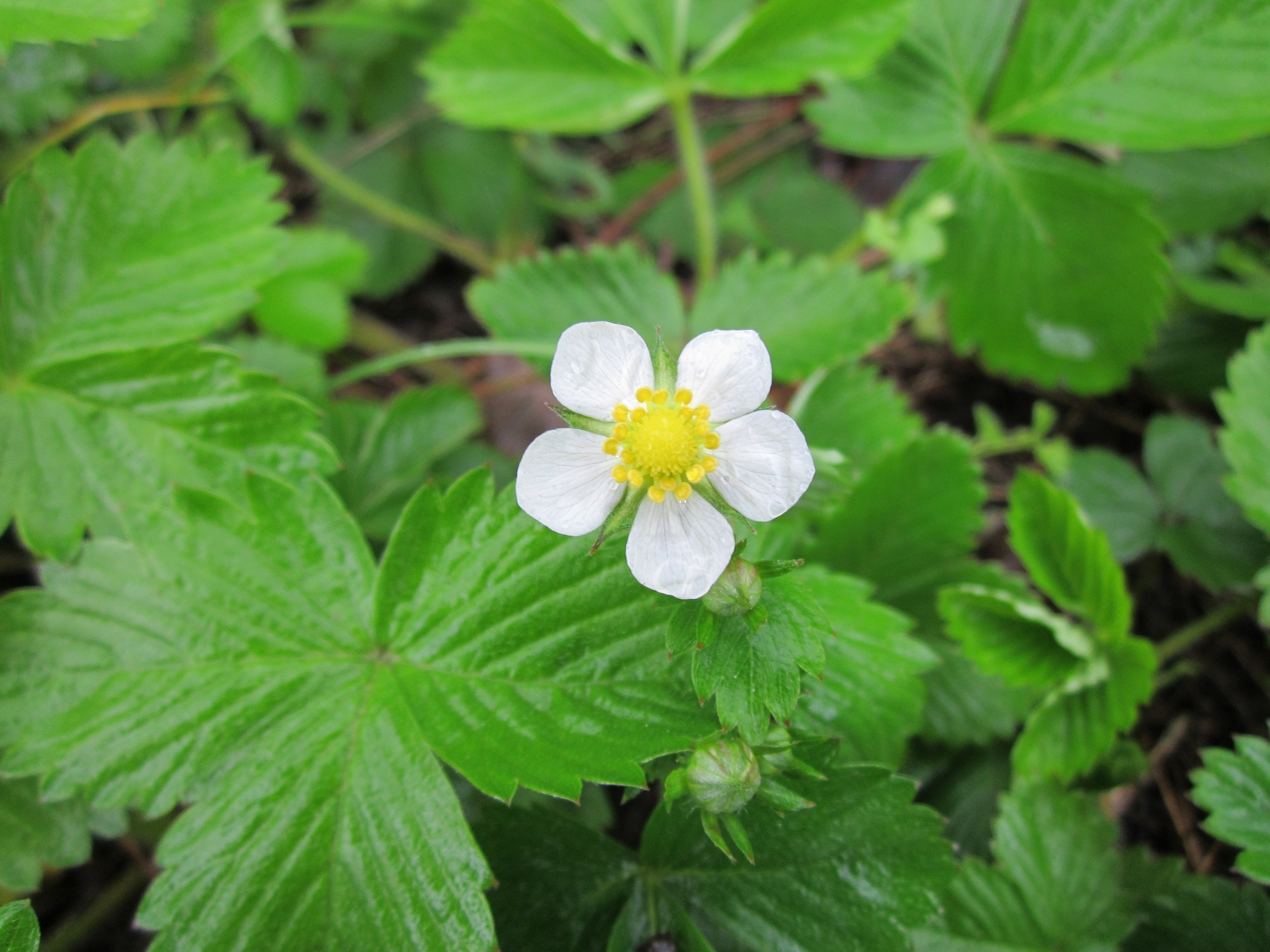
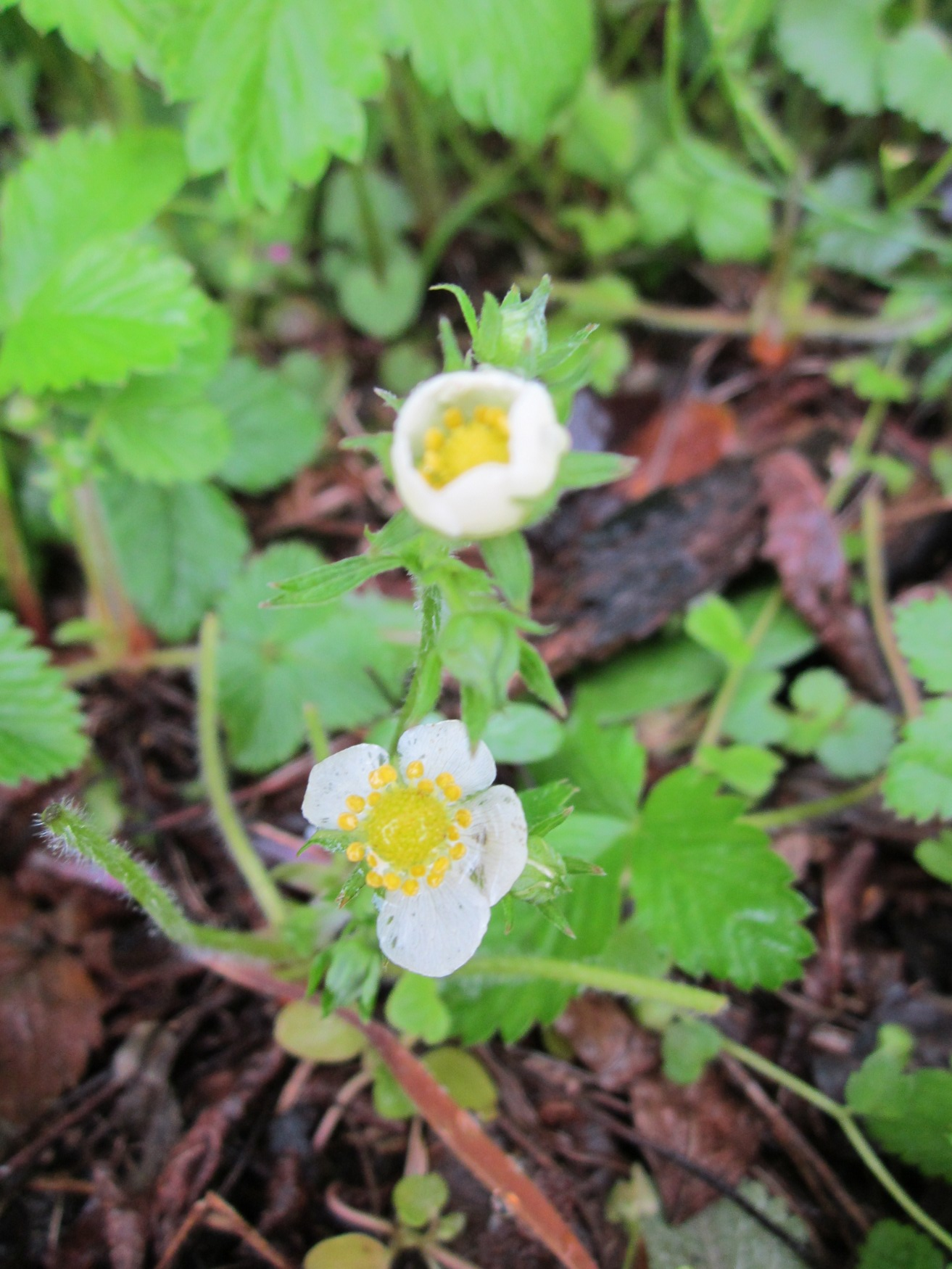
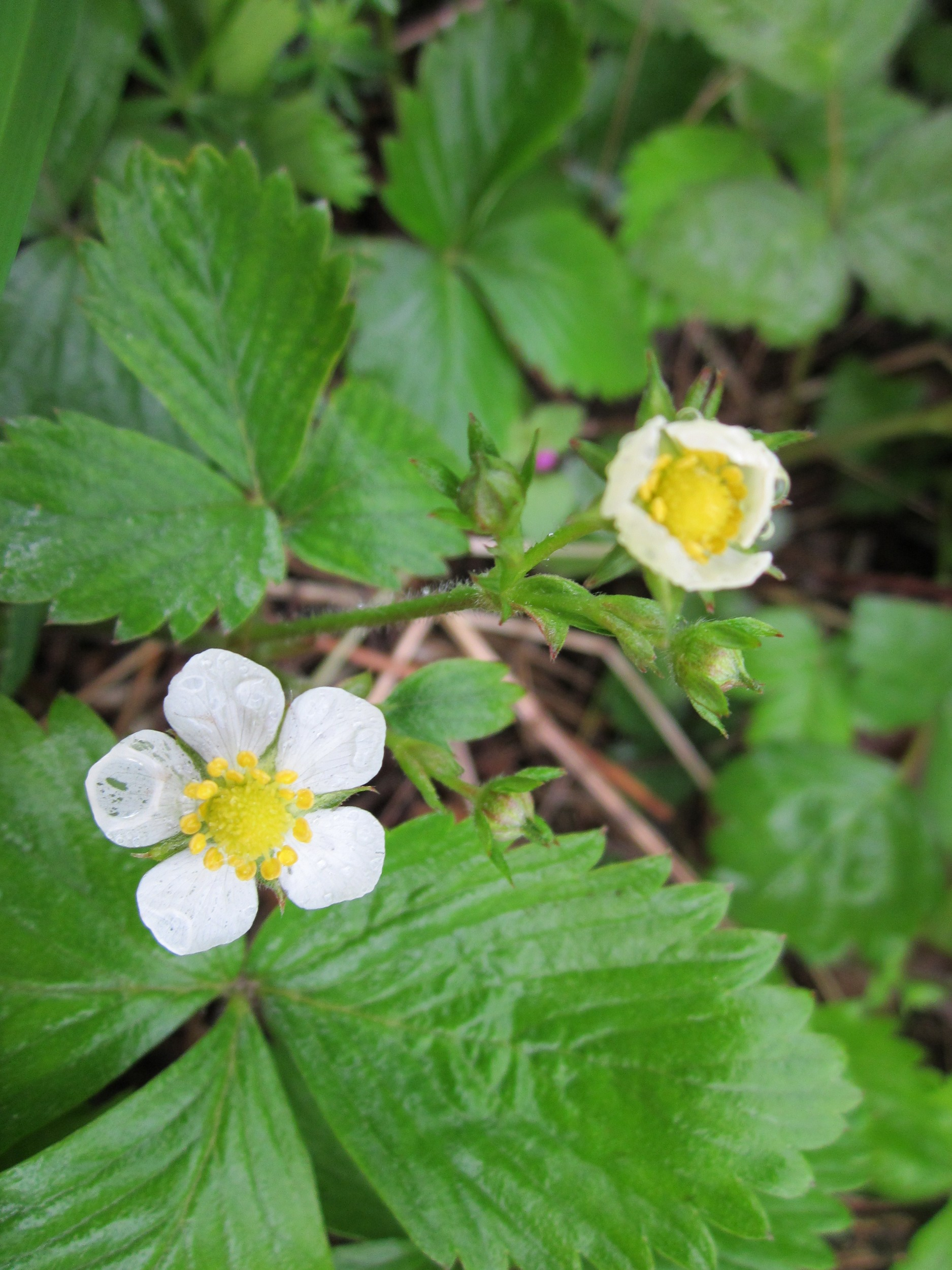

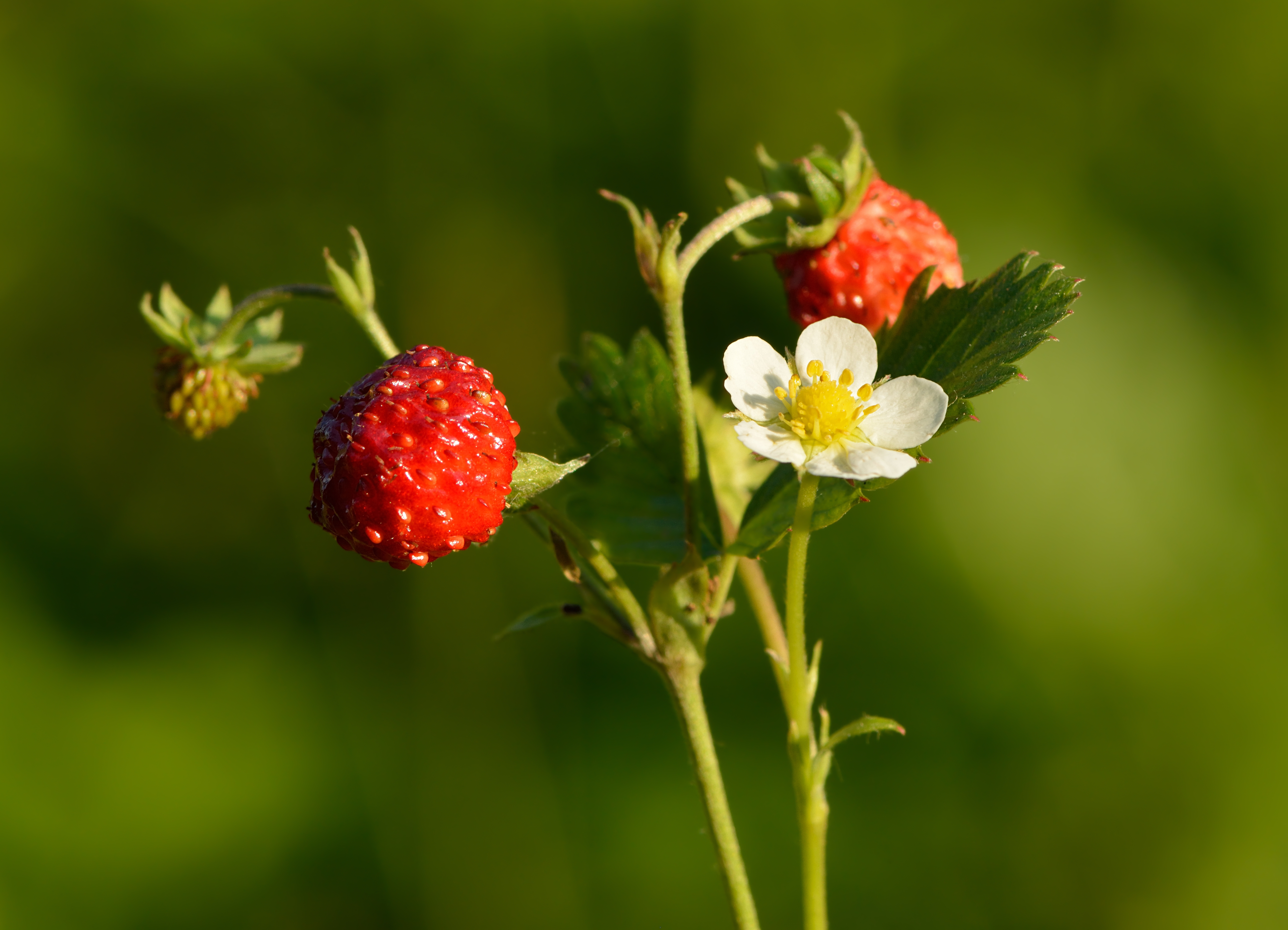
Dâu tây dại ở bán đảo Pakri, Estonia